# Indigofera minbuensis
Indigofera minbuensis är en ärtväxtart som beskrevs av Andrew Thomas Gage. Indigofera minbuensis ingår i släktet indigosläktet, och familjen ärtväxter. Inga underarter finns listade i Catalogue of Life.